# Fluorid tetraoxygenylu
Fluorid tetraoxygenylu je anorganická sloučenina s chemickým vzorcem O4F2, která patří mezi fluoridy kyslíku. Skládá se ze dvou jednotek O2F, které jsou spojeny slabou vazbou O-O. Jedná se o dimer radikálu fluorperoxylu.

## Příprava
Fluorid tetraoxygenylu lze připravit ve dvou krocích. V prvním kroku fluor, který je fotochemicky připraven, reaguje s kyslíkem za vzniku radikálu fluorperoxylu:
2 O2 + 2 F → 2 [O2F]
Tento radikál je následně dimerizován a je v rovnováze s fluoridem tetraoxygenylu při teplotách pod −175 °C:
2 [O2F] ⇌ O4F2
Současně se radikály fluorperoxylu rozkládají na fluorid dioxygenylu a kyslík, což posouvá rovnováhu s fluoridem tetraoxygenylu doleva:
2 [O2F] → O2F2 + O2

## Vlastnosti
Fluorid tetraoxygenylu je tmavě červenohnědá pevná látka, která má bod tání kolem -191 °C.
Je to silné fluorační a oxidační činidlo, dokonce silnější než fluorid dioxygenylu, takže může například oxidovat stříbro z oxidačního čísla +2 na +3, nebo zlato z oxidačního čísla +3 na +5. Tímto procesem vznikají odpovídající anionty AgF -
4  a AuF -
6 . S neušlechtilými látkami může tato oxidace vést k explozím, dokonce i při nízkých teplotách. Například elementární síra reaguje s fluoridem tetraoxygenylu výbušně za vzniku fluoridu sírového dokonce i při −180 °C.
Podobně jako fluorperoxyl nebo fluorid dioxygenylu, tvoří fluorid tetraoxygenylu soli s dioxygenylem O +
2 , když reaguje s fluoridovými akceptory, jako například fluoridem boritým. V případě fluoridu boritého to vede k tvorbě O +
2 •BF -
4 :
O4F2 + 2 BF3 → 2 O +
2 BF4−
Podobně s fluoridem arseničným tvoří O +
2 AsF -
6 .